# Tabela de contingência
As tabelas de contingência são usadas para registrar observações independentes de duas ou mais variáveis aleatórias, normalmente qualitativas.
No uso desse tipo de tabela é comum se pretender investigar se as variáveis estudadas têm alguma associação. Pode-se, por exemplo, estudar se o hábito de fumar está ou não associado, de alguma forma, ao desenvolvimento de tumor maligno.
Nos programas de planilhas, as tabelas contingência são facilmente construídas com a ferramenta pivot table.

## Exemplo
Suponha que se tem duas variáveis, gênero (homem ou mulher) e mão-dominante (canhoto ou destro). Considere que uma amostra aleatória (casual) de 100 adultos de uma população muito grande foi coletada como parte de um estudo sobre a diferença de gênero na definição da mão-dominante. Uma tabela de contingência pode ser usada para apresentar essas duas variáveis na amostra estudada, como abaixo. Note que as classes de cada variável são mutuamente exclusivas, ou seja, uma pessoa não pode ser canhota e destra ao mesmo tempo, e similar ocorre com o gênero.
| Mão- dominanteGênero | Destro | Canhoto | Total |
| -------------------- | ------ | ------- | ----- |
| Homem                | 43     | 9       | 52    |
| Mulher               | 44     | 4       | 48    |
| Total                | 87     | 13      | 100   |

O número de indivíduos de cada classe (homens ou mulheres) é chamada de totais marginais. O número total de indivíduos na tabela de contingência é total geral, no canto inferior direito.